# Armand Mouyal
Armand Mouyal, né le 16 octobre 1925 à Oran et mort le 15 juillet 1988 à Bures-sur-Yvette, est un escrimeur français ayant comme arme l'épée.

## Carrière
Armand Mouyal remporte la médaille d'or par équipe à l'épée aux Championnats du monde de Stockholm en 1951. Il concourt aux épreuves d'épée individuelle et par équipe à Helsinki durant les Jeux olympiques d'été de 1952, et est éliminé dès le premier tour en individuel, et en quarts de finale en équipe. Lors des Jeux olympiques d'été de 1956 à Melbourne, il décroche la médaille de bronze en équipe et atteint les demi-finales en individuel.
En 1957 il devient champion du monde individuel a l'épée.
Enfin il se classe septième de l'épreuve individuelle et est éliminé au second tour de l'épreuve par équipe aux Jeux olympiques d'été de 1960 à Rome.
Armand Mouyzl était garde du corps du président de la République des 1958.

## Palmarès
- Jeux olympiques d'été de 1956
  -  Médaille de bronze en épée par équipe